# Entwicklungsprojekt

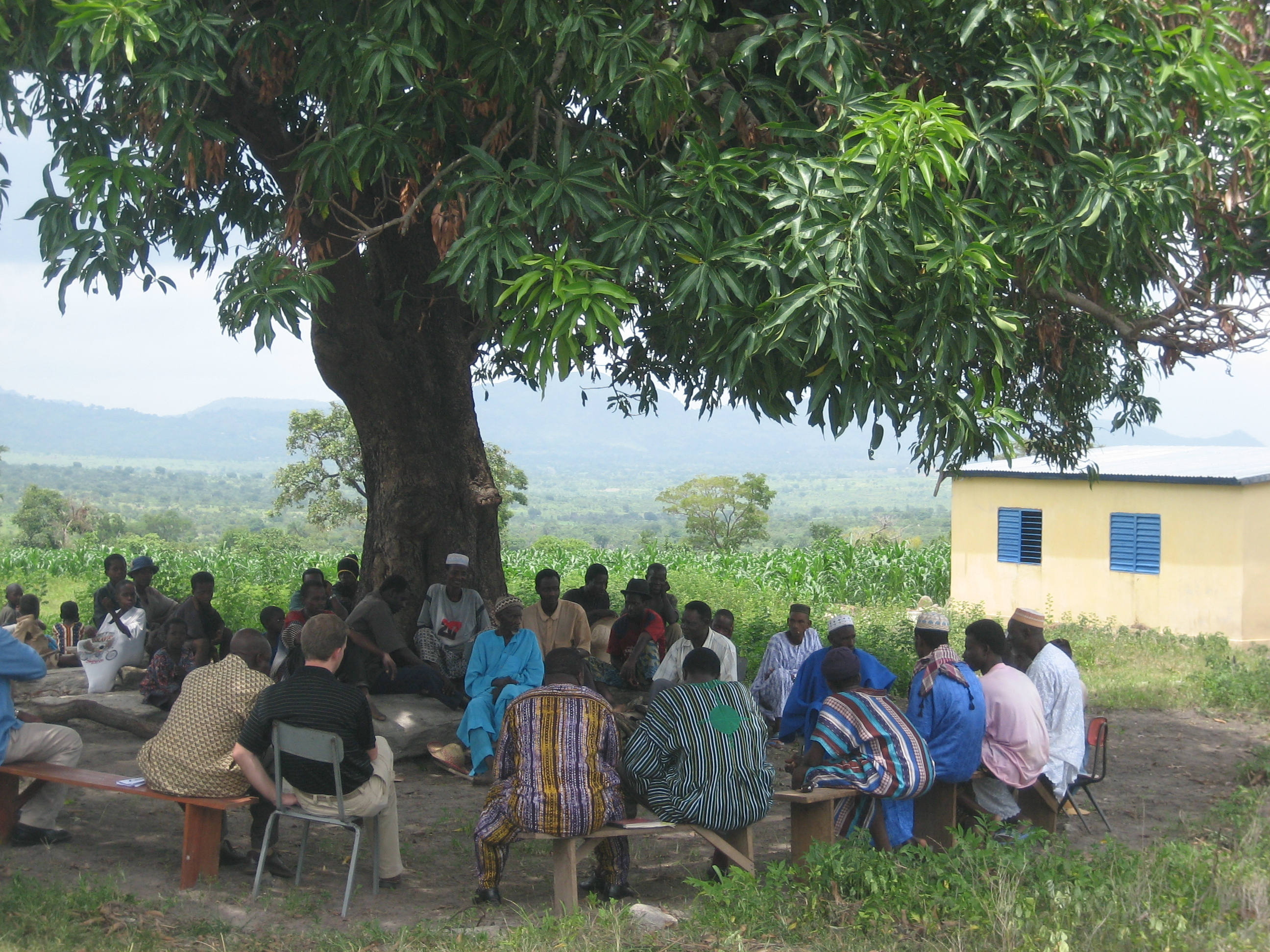
Diskussion im Rahmen eines Entwicklungsprojekts in Togo

Ein Entwicklungsprojekt ist ein Projekt, welches zum Ziel hat, die Entwicklung eines Landes oder Gebietes zu fördern, wobei es in erster Linie um solche geht, die aufgrund ihrer geringen Industrialisierung, größeren Armut und geringen technischen und sozialen Infrastruktur als sogenannte „Entwicklungsländer“ angesehen werden.

## Arten von Entwicklungsprojekten
Die hierzu gewählten Wege können sehr unterschiedlich sein. Die Palette der Entwicklungsprojekte reicht von groß angelegten Projekten wie Staudämmen oder Straßennetzen über mittelgroße Maßnahmenpakete, mit denen beispielsweise die Entwicklung eines einzelnen Dorfes vorangetrieben werden soll, bis hin zu Kleinstprojekten.
Die Arten von Entwicklungsprojekten sind so unterschiedlich wie die Auffassungen darüber, in welche Richtung der Prozess der Entwicklung überhaupt gehen soll (Entwicklungstheorie). So zielen v. a. Großprojekte in erster Linie auf eine wirtschaftliche Entwicklung durch die der Steigerung des Bruttoinlandsprodukts (Wirtschaftswachstum), der Senkung der Arbeitslosigkeit und der Verbesserung der Arbeitsbedingungen (z. B. durch Kampf gegen Kinderarbeit und Hungerlöhne). Kleinere Projekte können zum Beispiel der Bau von Schulen und die Anlage von Brunnen zur Trinkwasserversorgungen oder die Förderung umweltschonender kleinbäuerlicher Landwirtschaftsmethoden sein.
Viele Entwicklungsprojekte werden mit den geförderten Ländern gemeinsam geplant, man spricht von einer Entwicklungszusammenarbeit. Hierbei kooperieren die das Entwicklungsprojekt ausführende Organisation und die geförderte Stelle von der Problemanalyse über die Festlegung der Projektziele bis zur Bekämpfung der Probleme und der  Evaluation der Projektergebnisse gemeinsam.
Auch Maßnahmen, die auf die Änderung gesellschaftlicher Verhaltensweisen abzielen, wie Projekte zur Aufklärung gegen HIV/AIDS oder Beschneidung weiblicher Genitalien, werden manchmal als Entwicklungsprojekte bezeichnet.

## Finanzierung
Finanziert werden Entwicklungsprojekte von internationalen Agenturen wie der Weltbank oder von Sonderorganisationen der Vereinten Nationen – etwa dem Welternährungsprogramm der Vereinten Nationen oder der Weltgesundheitsorganisation –, über die staatliche Entwicklungshilfe/Entwicklungszusammenarbeit von Industrieländern, von nichtstaatlichen Organisationen oder als „Graswurzel“-Projekte ohne äußere Beteiligung von den Menschen in den zu entwickelnden Regionen selbst.

## Kritik
Entwicklungsprojekte werden aus verschiedenen Gründen kritisiert. So sehen manche Kritiker in Entwicklungsprojekten wie auch in der gesamten Entwicklungspolitik ein Instrument des Neokolonialismus und lehnen sie deshalb ab.
Auch werden die negativen sozialen und ökologischen Auswirkungen einzelner Projekte, vor allem von Großprojekten, angeprangert. Andere kritisieren die fehlende Nachhaltigkeit mancher Projekte, insbesondere solcher, die ohne Beteiligung der betroffenen Bevölkerung geplant und durchgeführt werden.